# مارك أندريه
مارك أندريه (بالفرنسية: Mark Andre)‏ هو عالم موسيقى وأستاذ جامعي وملحن فرنسي، ولد في 10 مايو 1964 في باريس في فرنسا.

## وصلات خارجية
- مارك أندريه على موقع ميوزك برينز (الإنجليزية)
- مارك أندريه على موقع ديسكوغز (الإنجليزية)